# كريس شيوزا
كريستوفر كزافييه شيوزا (من مواليد 21 نوفمبر 1995) هو لاعب كرة سلة أمريكي محترف لفريق بروكلين نتس التابع للإتحاد الوطني لكرة السلة NBA، في إتجاهين عقد مع لونغ آيلاند نتس من دوري الرابطة الوطنية لفئة التطوير. لعب كرة السلة الجامعية لفريق فلوريدا جاتورز.